# Čang Č’-čen
Čang Č’-čen (čínsky pchin-jinem Zhāng Zhīzhēn, znaky zjednodušené 张之臻, * 16. října 1996 Šanghaj) je čínský profesionální tenista. Ve své dosavadní kariéře na okruhu ATP Tour vyhrál jeden deblový turnaj. Na challengerech ATP a okruhu ITF získal pět titulů ve dvouhře a čtyři ve čtyřhře. Na pařížských Letních olympijských hrách 2024 vybojoval s Wang Sin-jü stříbrnou medaili ve smíšené čtyřhře.
Na žebříčku ATP byl ve dvouhře nejvýše klasifikován v červenci 2024 na 31. místě a ve čtyřhře v témže měsíci na 47. místě. Trénují ho Lu Jan-sun a Antonio Vei. Dříve tuto roli plnil Luka Kutanjac.
Ve Wimbledonu 2021 se stal prvním Číňanem, který si v otevřené éře zahrál mužskou dvouhru londýnského majoru, a čtvrtým čínským mužem v singlové soutěži grandslamu. Po boku Tomáše Macháče si zahrál semifinále čtyřhry Australian Open 2024.
V čínském daviscupovém týmu debutoval v roce 2017 úvodním kolem 1. skupiny asijsko-pacifické zóny proti Tchaj-wanu, v němž vyhrál čtyřhru i závěrečnou dvouhru. Čína zvítězila 5:0 na zápasy. Do září 2024 v soutěži nastoupil ke čtyřem mezistátním utkáním s bilancí 4–2 ve dvouhře a 1–1 ve čtyřhře.
Čínu reprezentoval na Letních olympijských hrách 2024 v Paříži. V úvodu dvouhry podlehl Tomáši Macháčovi. Do smíšené čtyřhry nastoupil s Wang Sin-jü. Ve finále je zdolali Macháč se Siniakovou.

## Soukromý život
Narodil se roku 1996 v Šanghaji do sportovně založené rodiny. Otec Čang Wej-chua hrál profesionálně fotbal na pozici obránce za klub Šanghaj Šen-chua. Matka Čchin Wej se věnovala sportovní střelbě.
Tenis začal hrát ve čtyřech letech, když otec nechtěl, aby jej následoval ve fotbalové kariéře. V juniorském věku začal trénovat v Austrálii. Jako profesionál nalezl zázemí v tenisovém klubu Cannes Garden ve Francii. Za preferovaný povrch uvedl tvrdý dvorec. V roce 2013 vyhrál s Wu Tim čtyřhru na mistrovství Číny, čímž se stal nejmladším čínským šampionem.

## Tenisová kariéra
Na okruhu ATP Tour debutoval podzimním Shenzhen Open 2015 v Šen-čenu, když prošel kvalifikačním sítem. Na úvod dvouhry porazil Japonce Goa Soedu, než jej vyřadil šestý nasazený Jiří Veselý. Před turnajem přitom nezaznamenal žádný vítězný zápas ani na challengerech. Ve druhém kole Shenzhen Open 2017 přehrál opět jako kvalifikant světovou devětatřicítku a turnajovou čtyřku Paola Lorenziho. Ve čtvrtfinále však nestačil na Švýcara Henriho Laaksonena. Trofej z listopadového China Tennis Grandprix Cupu 2017 si odvezl po třísetové výhře nad krajanem Tche Ž'-ke-lem.
V sezóně 2019 ovládl první dva challengery. Ve finále zářijového Jinan International Open v Ťi-nan zdolal Soedu a v závěrečném duelu listopadového Shenzhen Longhua Open v Šen-čenu pak krajana Li Čeho. Na okruhu ATP Tour se díky divoké kartě probojoval do druhého kola čuchajského Zhuhai Championships i pekingského China Open. Na prvním z nich jej po výhře nad Koepferem vyřadil Andreas Seppi až v tiebreaku rozhodující sady poměrem 10:8. V Pekingu pak přehrál Brita Kyle Edmunda, než jej zastavil nejvýše nasazený Dominic Thiem.

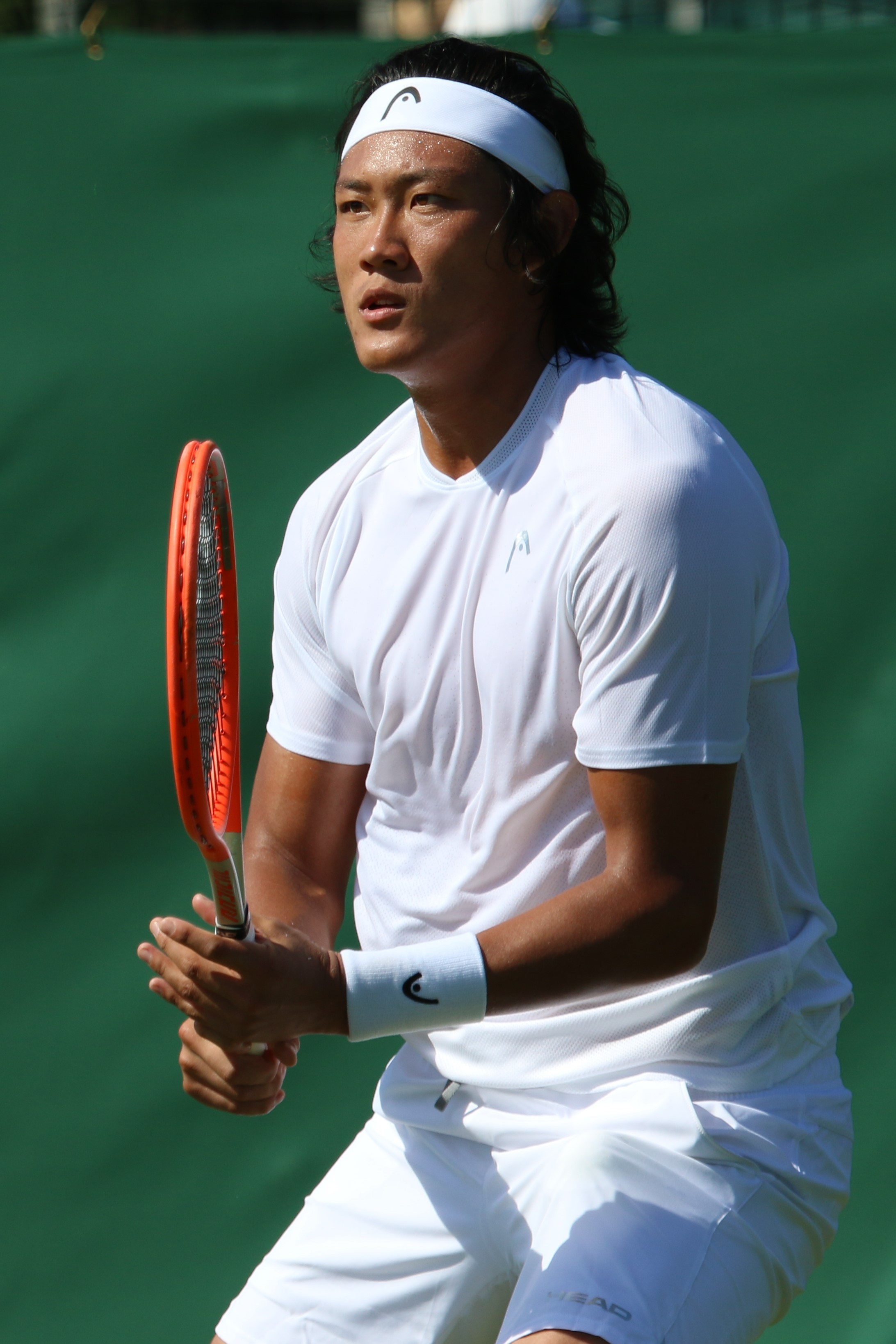
V kvalifikaci Wimbledonu 2022

Debut v hlavní soutěži nejvyšší grandslamové kategorie zaznamenal v mužském singlu Wimbledonu 2021 po zvládnuté tříkolové kvalifikaci, v jejímž závěru si poradil s Argentincem Franciscem Cerúndolem, figurujícím na 117. příčce.
Jako první čínský muž otevřené éry si tak zahrál wimbledonskou dvouhru. V singlových soutěžích grandslamu navázal na krajany Wu Tiho, Čang Ceho a Li Čeho. Z úvodního kola v All England Clubu však odešel poražen po pětisetové bitvě od francouzského kvalifikanta Antoina Hoanga z poloviny druhé světové stovky. Ve třetím kole kvalifikační soutěže US Open 2022 vyřadil Belgičana Zizu Bergse. Spolu s krajanem Wu I-pingem se tak stali prvními čínskými muži, kteří se v otevřené éře kvalifikovali do dvouhry US Open. Na úvod newyorského singlu ztratil vedení 2–0 na sety proti Nizozemci Timu van Rijthovenovi z druhé světové stovky, jenž postoupil po pětisetové bitvě. Ve třetí sadě přitom nevyužil sedm mečbolů.
Na Mutua Madrid Open 2023 se stal prvním Číňanem ve čtvrtfinále Mastersu. Ve druhém kole porazil dvacátého první nasazeného Denise Shapovalova a následně i světovou třináctku Camerona Norrieho. Ve čtvrté fázi poprvé v kariéře přehrál člena elitní světové desítky, desátého v pořadí Taylora Fritze po odvrácení tří mečbolů. Všechny tři zápasy rozhodl až v tiebreaku závěrečné sady. Mezi poslední osmičkou hráčů podlehl kvalifikantovi Aslanu Karacevovi. Bodový zisk mu na žebříčku zajistil posun na nové kariérní maximum, 69. místo. Po French Open 2023, kde jej ve třetím kole vyřadil pozdější finalista Casper Ruud, poprvé figuroval na 56. příčce.
Po boku Čecha Tomáše Macháče odehrál na Australian Open 2024 třetí grandslamovou čtyřhru a premiérovou v Melbourne Parku. Australský major se stal jejich prvním společným turnajem poté, co Čang přijal Macháčovu nabídku ke spolupráci. Na úvod porazili belgické turnajové patnáctky Gillého s Vliegenem, ve třetí fázi třetí světovou dvojici Ram a Salisbury, a ve čtvrtfinále Uruguayce Ariela Behara s Adamem Pavláskem. Až v semifinále nenašli recept na druhý světový pár a pozdější vítěze, Rohana Bopannu s Matthewem Ebdenem. Třísetovou bitvu rozhodl závěrečný supertiebreak, který prohráli poměrem míčů 7–10. Ve čtyřhře marseillského Open 13 Provence 2024 vybojovali s Macháčem první kariérní trofeje na okruhu ATP Tour. Ve finále porazili Finy Patrika Niklase-Salminena s Emilem Ruusuvuorim po dvousetovém průběhu.

## Utkání o olympijské medaile

### Smíšená čtyřhra: 1 (1 stříbro)
| Stav    | rok  | místo konání   | povrch | spoluhráčka | soupeři                         | výsledek         |
| ------- | ---- | -------------- | ------ | ----------- | ------------------------------- | ---------------- |
| Stříbro | 2024 | Paříž, Francie | antuka | Wang Sin-jü | Kateřina Siniaková Tomáš Macháč | 2–6, 7–5, [8–10] |

## Finále na okruhu ATP Tour
| Legenda                     |
| --------------------------- |
| D – dvouhra; Č – čtyřhra    |
| Grand Slam (0)              |
| Turnaj mistrů (0)           |
| ATP Tour Masters 1000 (0)   |
| ATP Tour 500 (0)            |
| ATP Tour 250 (0–1 D, 1–0 Č) |

### Dvouhra: 1 (0–1)
| Stav      | č. | datum     | turnaj          | kategorie | povrch | soupeř ve finále | výsledek           |
| --------- | -- | --------- | --------------- | --------- | ------ | ---------------- | ------------------ |
| Finalista | 1. | září 2024 | Chang-čou, Čína | ATP 250   | tvrdý  | Marin Čilić      | 6–7(5–7), 6–7(5–7) |

### Čtyřhra: 1 (1–0)
| Stav  | č. | datum     | turnaj             | kategorie | povrch    | spoluhráč    | soupeři ve finále                      | výsledek |
| ----- | -- | --------- | ------------------ | --------- | --------- | ------------ | -------------------------------------- | -------- |
| Vítěz | 1. | únor 2024 | Marseille, Francie | ATP 250   | tvrdý (h) | Tomáš Macháč | Patrik Niklas-Salminen Emil Ruusuvuori | 6–3, 6–4 |

## Tituly na challengerech ATP a okruhu ITF
| Legenda                |
| ---------------------- |
| Challengery (3 D; 2 Č) |
| ITF (2 D; 2 Č)         |

### Dvouhra (5 titulů)
| Č. | datum         | turnaj                  | okruh      | povrch | soupeř ve finále    | výsledek           |
| -- | ------------- | ----------------------- | ---------- | ------ | ------------------- | ------------------ |
| 1. | červen 2015   | Mont-de-Marsan, Francie | Futures    | antuka | Adrien Puget        | 6–4, 7–6(7–4)      |
| 2. | červenec 2017 | Šen-čen, Čína           | Futures    | tvrdý  | Prajneš Gunneswaran | 2–6, 7–5, 5–0skreč |
| 3. | září 2019     | Ťi-nan, Čína            | Challenger | tvrdý  | Go Soeda            | 7–5, 2–6, 6–4      |
| 4. | listopad 2019 | Šen-čen, Čína           | Challenger | tvrdý  | Li Če               | 6–3, 4–6, 6–1      |
| 5. | srpen 2022    | Cordenons, Itálie       | Challenger | antuka | Andrea Vavassori    | 2–6, 7–6(7–5), 6–3 |

### Čtyřhra (4 tituly)
| Č. | datum         | turnaj              | okruh      | povrch | spoluhráč      | soupeři ve finále                 | výsledek         |
| -- | ------------- | ------------------- | ---------- | ------ | -------------- | --------------------------------- | ---------------- |
| 1. | červenec 2014 | Šen-čen, Čína       | Futures    | tvrdý  | Paj Jen        | Chua Žun-chao Čchiou Čuo-jang     | 6–4, 4–6, [10–3] |
| 2. | září 2016     | Nan-čchang, Čína    | Challenger | tvrdý  | Wu Ti          | Nicolás Barrientos Ruben Gonzales | 7–6(7–4), 6–3    |
| 3. | duben 2017    | Lu-čou, Čína        | Futures    | tvrdý  | Che Jie-cchung | Sia C'-chao Pcheng Sien-jin       | 7–6(7–5), 6–3    |
| 4. | září 2017     | Čang-ťia-kang, Čína | Challenger | tvrdý  | Kao Sin        | Čchen Tchi I Čchu-chuan           | 6–2, 6–3         |